# Jörg Ahlbrecht

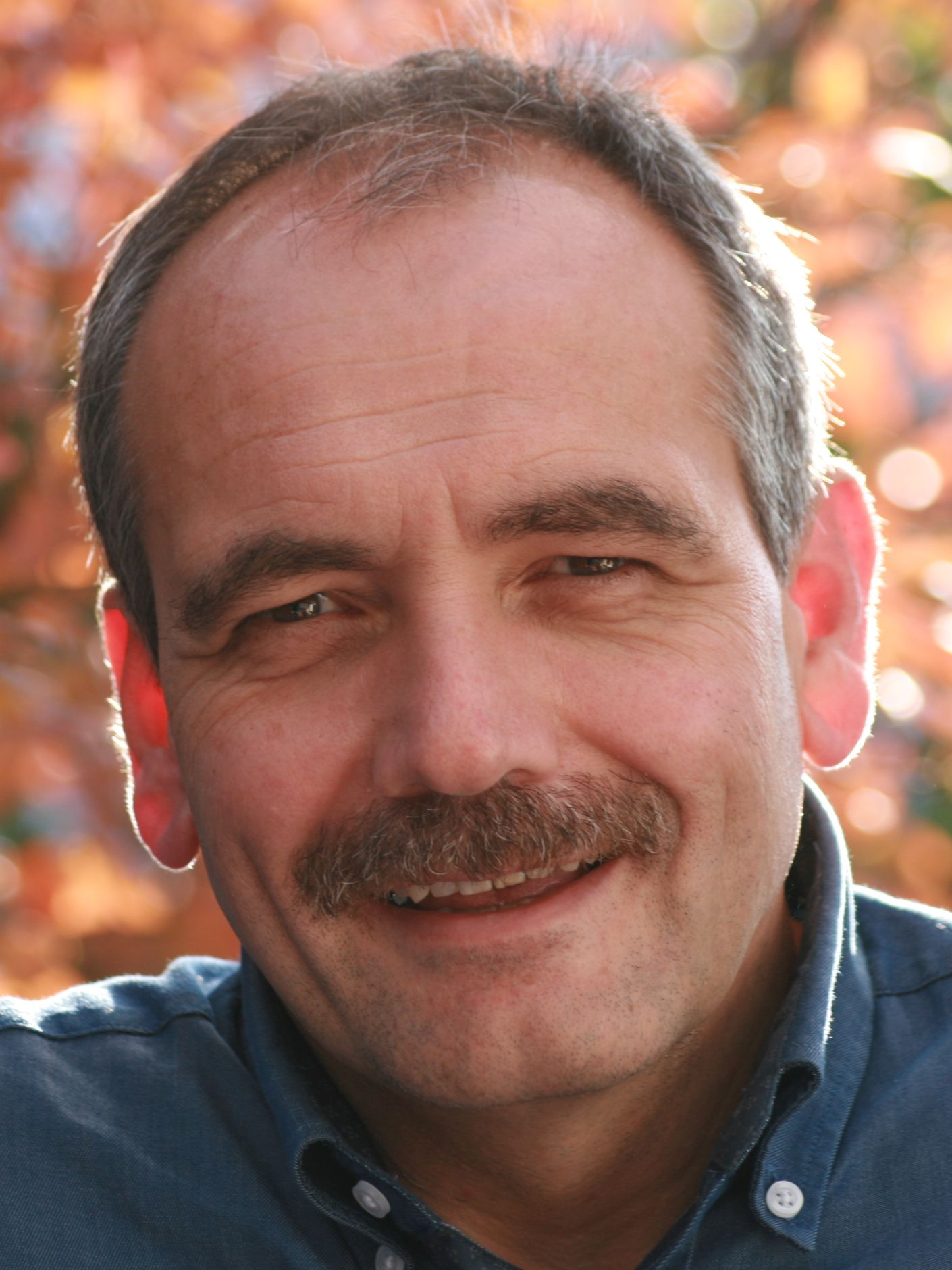
Jörg Ahlbrecht, 2015

Jörg Ahlbrecht (* 1967 in Göttingen) ist ein deutscher evangelikaler Theologe, Pastor, Mentor und Autor christlicher Bücher.

## Leben und Wirken
Jörg Ahlbrecht wuchs in Kassel auf und studierte Evangelische Theologie am Theologischen Seminar Hamburg und in London. Danach war er elf Jahre lang Pastor der Evangelisch-Freikirchlichen Gemeinde (EFG) Grundschöttel-Volmarstein und arbeitete nebenbei viele Jahre als Journalist und Sprecher für den Privatfunk in Deutschland und den WDR. Seit 2004 arbeitet Ahlbrecht als Theologischer Referent für Training und Ressourcen bei der evangelikalen Organisation Willow Creek Deutschland/Schweiz. Er ist als Mentor tätig schreibt regelmäßig für das christliche Magazin «Aufatmen» und ist Autor etlicher Bücher.
Jörg Ahlbrecht ist mit seiner Frau Andrea verheiratet. Das Ehepaar hat zwei Töchter und lebt in Oberweimar bei Marburg. Sie sind aktiv im Christus-Treff Marburg und Mitglieder der baptistischen Gemeinde Hassenhausen.

## Veröffentlichungen
- Reihe: Pfarrer Gottlieb und der liebe Gott, Medienverband der Evangelischen Kirche im Rheinland, Düsseldorf:
  - Pfarrer Gottlieb und der liebe Gott (mit Illustrationen von Ehrenfried Conta Gromberg) 1998, ISBN 978-3-87645-087-2.
  - Pfarrer Gottlieb und der liebe Gott, Folge 1: Kirche in Eins live (Westdeutscher Rundfunk Köln, WDR), (Audio-CD) 1998.
  - Pfarrer Gottlieb und der liebe Gott, Folge 2: 20 neue Beiträge aus der Kirche in Einslive, (Audio-CD) 2001, ISBN 978-3-927563-20-9.
- Abenteuer Alltag: ein ganz normaler Tag mit Jesus (Andachtsbuch), Gerth Medien, Aßlar 2007, ISBN 978-3-86591-846-8.
- Finde deinen Lebensrhythmus: Über die Kraft eines ausgewogenen Lebens, Gerth Medien, Aßlar 2011, ISBN 978-3-86591-865-9.
- 23: Mit dem Psalm der Psalmen durch den Tag, SCM R. Brockhaus, Witten 2014, ISBN 978-3-417-26576-7.
- Die große Kraft der kleinen Tode: Memento mori – ein vergessener Weg zu einem erfüllten Leben, SCM R. Brockhaus, Witten 2016, ISBN 978-3-417-26725-9.
- Dem Leben Flügel geben: Die Kraft von geistlichen Übungen im Alltag, SCM R. Brockhaus, Witten 2017, ISBN 978-3-417-26810-2.
- Die Wahrheit in Person. Jesus folgen in unsicheren Zeiten, SCM R. Brockhaus, Witten 2018, ISBN 978-3-417-26836-2.
- Fitness für die Seele. Wie wir innere Stärke finden, SCM R. Brockhaus, Witten 2020, ISBN 978-3-417-26956-7.
- Gelassen im Sturm. Auf der Suche nach dem Frieden, den Jesus verspricht, SCM R. Brockhaus, Witten 2022, ISBN 978-3-417-00007-8.

als Mitautor
- mit Michael Birgden u. Jens Burgschweiger: Haltestelle – Ein ABC des Alltags: 29 Ratschläge aus der Hörfunkreihe bei Eins live (Hörkassette), Medienverband der Evangelischen Kirche im Rheinland, Düsseldorf 1999, ISBN 978-3-927563-17-9.
- mit Berit Hein u. Reinhard Rubow: Mit Gott rechnen: Vom biblischen Umgang mit unseren Finanzen, Gerth Medien, Aßlar 2005, ISBN 978-3-89437-075-6.
- mit Michael Herbst u. Thomas Härry (Hrsg.): Von der dunklen Seite der Macht. Was Führung gefährdet und was sie schützt, Gerth Medien, Aßlar 2022, ISBN 978-3-95734-831-9.